# Allsvenskan de 1946–47
A Primeira Divisão do Campeonato Sueco de Futebol da temporada 1946–47, denominada oficialmente de Allsvenskan 1946–47, foi a 23º edição da principal divisão do futebol sueco. O campeão foi o IFK Norrköping que conquistou seu 4º título na história da competição.

## Premiação
| Allsvenskan de 1946–47             |
| Sweden                             |
| ---------------------------------- |
| IFK NORRKÖPING Campeão (4º título) |